# Behemoth

Behemoth và Leviathan, tranh màu nước được thể hiện bởi William Blake trong tác phẩm William Blake's Illustrations of the Book of Job

Behemoth (/bˈhiːməθ/ hoặc /ˈbiː.əməθ/, cũng có khi được phiên âm là /ˈbeɪ.əmɔːθ/; Tiếng Do Thái בהמות, behemoth (cách viết hiện đại: behemot, nghĩa đen là con thú khổng lồ) là một loài sinh vật thần thoại được đề cập đến trong tác phẩm Sách Job, 40:15-24. Theo thần thoại, nó là con thú to lớn nhất trên cạn, sánh ngang với Leviathan dưới biển và Ziz trên không. Ngày nay, Behemoth được dùng như một từ ẩn dụ để chỉ một thực thể có kích thước khổng lồ và sức mạnh phi thường. Sinh vật này được cho là hư cấu theo nguyên mẫu một con hà mã với đôi ngà voi.